# بلانك دي مومينغ
بلانك دي مومينغ (بالإنجليزية: Blanc de Moming)‏ هو أحد جبال سلسلة جبال الألب بينيني وجزء من القمة الأم فيشورن يقع في كانتون فاليز، سويسرا. يبلغ ارتفاع الجبل حوالي 3661 متر، بينما يبلغ ارتفاع نتوء الجبل 79 متر.